# Антонов, Владимир Константинович
Владимир Константинович Антонов (22 апреля 1927, Москва — 26 июля 1992, Москва) — советский химик-органик, доктор химических наук, профессор, член-корреспондент РАН.

## Биография

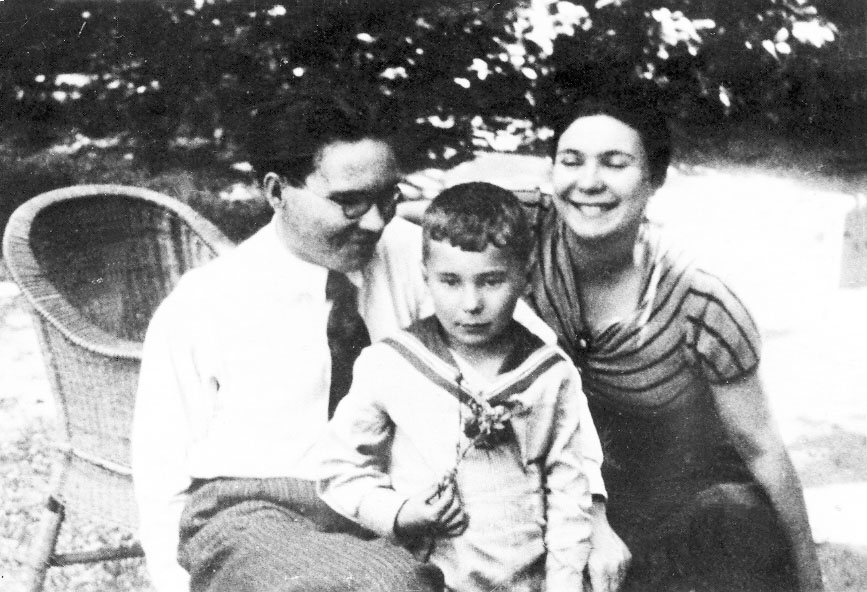
Детская фотография члена-корреспондента РАН Владимира Константиновича Антонова с родителями

Родился 22 апреля 1927 года в Москве. Его родителями были аспирант РАНИОН, будущий дипломат, Константин Антонов и архивариус  в Архиве революции и внешней политики Софья Ароновна Левина. С шести до десяти лет жил с родителями заграницей в Париже и Брюсселе. Когда ему было 12 лет его отец был арестован и через год расстрелян. В 15 лет вместе с матерью провел год  в эвакуации в Пензе.
В 1949 году окончил Московский химико-технологический институт им. Д. И. Менделеева и получил диплом инженера-химика-технолога. После института, как сын врага народа, не был допущен к аспирантуре и пошел работать на Дорогомиловский химзавод. В остающееся от работы время занимался научной деятельностью под руководством академика Родионова.
После смерти Сталина получил возможность перейти на научную работу в Московский химико-технологический институт им. Д. И. Менделеева. В 1955 году защитил там кандидатскую диссертацию на тему «Синтетические исследования в области γ-(3-индолил)масляной кислоты и ее производных». В 1967 году получил степень доктора химических наук за диссертацию «Внутримолекулярные перегруппировки в пептидных системах. Реакции N-окси- и N-амино-ацильного включения». В 1990 году стал членом-корреспондентом РАН.
Умер в 1992 году. Похоронен на Востряковском кладбище.

## Научная деятельность
Основным направлением научной деятельности Владимира Константиновича были исследования в области каталитических процессов, изучение структуры и функции протеолитических ферментов, а также возможность их использования в генной инженерии.

## Награды и премии
- Орден «Знак Почета» — за заслуги в развитии советской науки и в связи с 250-летием Академии наук СССР (1975);
- Орден Трудового Красного Знамени — за достигнутые успехи в выполнении заданий Х пятилетки по развитию науки и техники, внедрению результатов исследований и научно-технических достижений в народное хозяйство (1981);
- Государственная премия в области науки и техники — за цикл работ «Химические основы биологического катализа» (1984).

## Некоторые публикации
- Антонов В. К. Химия протеолиза. — М.: Наука, 1991. — 504 с.